# کریستیان بوبن
کریستیان بوبَن، (به فرانسوی: Christian Bobin)، (زادۀ ۲۴ آوریل ۱۹۵۱ در شهر لو کروزو – درگذشتۀ ۲۳ نوامبر ۲۰۲۲ در شهر لو کروزو) نویسنده فرانسوی قرن بیستم بود. مضامین اصلی آثار او دربارۀ مفاهیمی همچون عشق، ایمان، طبیعت و کودکی و نوشته‌های وی آهنگین و شاعرانه است. بوبن بیش از ۶۰ کتاب نوشته که بیش از ۳۰ اثر او در ایران به زبان فارسی ترجمه شده‌است.

## زندگی‌نامه
کریستیان (که گاه با املای «کریستین» به فارسی نوشته شده) همواره علاقهٔ وافری به شهر زادگاه خود داشت. او پس از تحصیل در رشته فلسفه به کارهای گوناگونی مبادرت ورزید: از کار در یک کتابخانه شهری در اوتن، یک موزه در لو کروزو تا روزنامه‌نگاری برای یک نشریهٔ محلی.
او در ۱۹۷۷ به نویسندگی روی آورد و تاکنون بیش از ۶۰ اثر تألیف کرد. کودکی، عشق و تنهایی دستمایه خلق بیشتر آثار اوست. آثار بوبن مانند زنجیر به هم پیوسته‌اند، هر یک تصویر دیگری را روشن ساخته و در کنار هم، تابلوی زندگی و افکار نویسنده را شکل می‌دهند. برای او تجربه‌های ساده زندگی ـ کودکی، عشق، تنهایی ـ دستمایه خلق آثاری عاشقانه‌است. بوبن بیش از آن که به مضامین و کلمات اهمیت دهد، به آوا و لحن کلام می‌پردازد؛ با این حال نوشته‌های او سرشار از اندیشه‌اند. اندیشه‌ای که از زندگی عاشقانه اش و از عشقش به زندگی سرچشمه می‌گیرد. برای بوبن نوشتن، سراییدنِ آواهاست.
در ایران، کریستیان بوبن با کتاب ستایش هیچ (éloge du rien) در سال ۱۳۷۳ و کتاب چهره دیگر (Ľ Autre visage) در سال ۱۳۷۴ با ترجمه پیروز سیار معرفی شد. اما بوبن با کتاب رفیق اعلی (Le Très- Bas) با ترجمه همین مترجم به معروفیت دست یافت. بعد از آن تب ترجمه آثار او در کشور شدت گرفت، زیرا به فاصلهٔ چند سال تقریباً نیمی از آثار او به فارسی ترجمه شد. چند رمان او حتی بیش از یک مترجم دارد. برای مثال رمان ژه (Geai) علاوه بر همین عنوان، با عنوان ابله محله یا دی‍وان‍ه‌ب‍ازی‌ (La folle allure) با عنوان دی‍وان‍ه‌وار نیز منتشر شده‌است.

## ترجمه آثار به فارسی
- فرسودگی، ترجمه پیروز سیار. انتشارات دوستان
- نور جهان، ترجمه پیروز سیار، انتشارات دوستان
- بیهوده، ترجمه پیروز سیار، انتشارات دوستان
- ژه، ترجمه فرزین گازرانی، نشر ثالث
- دی‍وان‍ه‌ب‍ازی‌، ترجمه پرویز شهدی، نشر چشمه
- دی‍وان‍ه‌وار، ترجمه ح‍ب‍ی‍ب گ‍وه‍ری‌راد، انتشارات رادمهر
- ابله محلّه، ترجمه مهوش قویمی، انتشارات آشیان
- زن آینده، ترجمه مهوش قویمی، انتشارات آشیان
- دلباختگی (لوئیز امور)، ترجمه مهوش قویمی، انتشارات آشیان
- بانوی سپید، ترجمه مهوش قویمی، انتشارات آشیان
- اسیر گهواره، ترجمه مهوش قویمی، انتشارات آشیان
- ایزابل بروژ، ترجمه مهوش قویمی، انتشارات آشیان
- همه گرفتارند، ترجمه نگار صادقی
- ستایش هیچ، ترجمه پیروز سیار، نشر گفتار
- چهره دیگر ترجمه پیروز سیار، نشر گفتار
- فراتر از بودن، ترجمه نگار صدقی، نشر ماه ریز
- تصویری از من کنار رادیاتور، ترجمه منوچهر بشیری راد، انشارات اجتماع
- مسیح در شقایق، ترجمه نگار صدقی، نشر مشکی
- نور جهان، کلامهای بیدار و چیده شده به دست لیدی داتاس، ترجمه پیروز سیار، نشر آگاه
- فروغ هستی، ترجمه ساسان تبسمی، نشر باغ
- حضورِ ناب، ترجمه حسین صدقی، نشر ماه‌ریز
- جشنی بر بلندی‌ها، ترجمه دلارا قهرمان، نشر کتاب پارسه
- بانوی سپید، ترجمه دلارا قهرمان، نشر کتاب پارسه
- انسان شادکام، ترجمه فرزانه مهری، نشر ثالث
- بخش گمشده، ترجمه فرزانه مهری، نشر ثالث
- قاتلی به پاکی برف، ترجمه فرزانه مهری، نشر ثالث
- رفیق اعلی: روزنه‌ای به زندگی فرانچسکوی قدیس‏‫، ترجمه پیروز سیار، فرهنگ نشر نو: نشر آسیم‏‫.
- جادوی ساده، ترجمه سمیه فِیلی، انتشارات آیاپیر
- رستاخیز، ترجمه سیروس خزائلی، انتشارات صدای معاصر